# Протестантска реформација
Протестантска реформација, или само реформација, је назив за верске покрете против папства и Католичке цркве у 16. веку. Из тих покрета настале су нове верске заједнице, независне од папства.
Најважнији покретачи реформације били су Мартин Лутер у Немачкој, те Улрих Цвингли и Жан Калвин у Швајцарској. Присталице реформације отцепиле су се од Католичке цркве, прогласиле Свето писмо јединим извором вере и рашириле своје учење у Немачкој, Швајцарској, Холандији, Енглеској, Мађарској и скандинавским земљама.
Узрок реформацији били су измењени друштвено-економски односи, хаотично стање у Католичкој цркви, исквареност свештенства, продаја опроштајница за грехове и сл. Покрет реформације и опирање Католичке цркве довели су до дугих и тешких верских ратова, који су деценијама беснели у Европи и уништили многа материјална и културна блага.

## Позадина
Католичка црква у средњем веку је истовремено и световна и божанска институција. Злоупотребе су видљиве. У 15. и 16. веку нижи клер је често веома сиромашан, сујеверан, необразован, живи у недозвољеним везама и има децу. Дисциплина црквених редова слаби. Ренесансне папе воде раскошне животе, занемарују духовне обавезе и прикупљају новац. Непотизам је нормална појава у цркви. Фрањевци и доминиканци осуђују световни начин живота клера. Хуманистички настројени теолози осуђују обожавање икона, реликвија и крсташких идеала. Папски парламент 1512. године упућује трупе да наметну реформу монашког живота. Исте године кентерберијски надбискуп захтева од свештенства да живи у складу са Христовим учењем. Пети латерански сабор (1512—1517) истиче потребу уклањања злоупотребе цркве и враћања на старе вредности. Оснива се удружење за божанску љубав које се залаже за повремене расправе о приликама у цркви и обнову у складу са Христовим учењем. Европом крстаре реформатори и указују на злоупотребе.
Претходници Лутера су Петар Валдо, Џон Виклиф и Јан Хус. Виклиф (1328—1384) је стављао нагласак на директну везу човека и Бога, што је основа протестантског учења. Јан Хус (1369—1415) је био професор Прашког универзитета. Заступао је интересе средњег чешког слоја. Налазио се под великим утицајем Виклифа. Захтеао је да црква буде једноставна и приступачна народним масама и да се Свето писмо пише на народном језику. Иступао је против моћи свештенства и папства. Папа га је искључио из цркве, али то овоме није сметало да настави свој рад. Превео је Библију на чешки језик, стварајући чешки књижевни језик. Цар Сигисмунд га је позвао на сабор у Констанци 1414. године гарантујући му безбедност. Тамо је ухваћен и годину дана касније спаљен на ломачи. Хусова смрт изазвала је талас протеста у Чешкој. Избили су Хуситски ратови што је припадницима католичке цркве пружило прилику за оружану интервенцију против хусита. Почетком 14. века енглески теолог Вилијам Окам тврди да сазнање долази преко искуства, чиме ставља у сумњу католичко учење. Окам отвара пут појави мистицизма и пијетизма. Мистицизам је склоност верника да занемаре теолошке расправе и посвете се богоугодном раду. Пијетисти својим радом припремају људе за верску побуну. Један од њихових ученика је и Еразмо Ротердамски.
Најистакнутији представник хуманизма у северној Европи је Еразмо Ротердамски (1466—1536). Образован је у Паризу, а путовао је по читавој Европи. Приступао је филозофским и верским проблемима. Године 1500. објављује своју „Збирку изрека“ класичних мислилаца са објашњењима. Најпознатије дело Ротердамског је „Похвала лудости“ из 1509. године. Оно представља поглед на савремени свет и његове слабости. Упућује оштре критике свештенству, световном животу, незнању и ритуалима. Његова гледишта чине га неприхватљивим за католичку цркву. Слична судбина дочекала је и Томаса Мора (1478—1535) у Енглеској. Он 1516. године пише своје најпознатије дело „Утопија“ у коме указује у каквом се стању налазе поједине државе, пре свега Енглеска. У првом делу приказује идеал савршене заједнице, подељене у области и границе, праведне и лишене приватне својине. Други део је осуда рата, богатих, друштвене неправде и ограђивања. Сукоб Хенрија VIII и Ватикана доводи до Морове оставке (на место канцелара) јер је одбио да положи заклетву којом краљу признаје супремацију у верским питањима.

## Мартин Лутер
Мартин Лутер (1483—1546), пореклом из Тирингије, уобличава различите идеје у посебну веру. Он је човек села, верује у зле духове, постаје члан реда Светог Августина и стиче потпуно верско образовање. Постаје професор на универзитету у Витенбергу 1508. године где се залаже за хуманистичке студије и напада сколастичаре. Стиче докторат теологије 1512. године када почиње да држи предавања о Светом писму, псалмима, Римљанима и Галима. Износи мишљење да се човек може спасти само веровањем, највероватније 1516. године. То је основна идеја реформације. Истину треба тражити у Светом писму које мора бити приступачно свима. Продаја индулгенција посебно је сметала Лутеру. Он 31. октобра 1517. године објављује својих 95 теза на цркви замка у Витенбергу и позива папског легата који је продавао индулгенције на јавну расправу. Против индулгенција пише „Спор о моћи и корисности индулгенција“. Тражи да папа из љубави ослободи вернике чистилишта, а не за злато. Лутерове тезе наилазе на бројне присталице широм Немачке. Неуспех дискусија са кардиналом Кајетаном и Јоханом Еком долази до директног сукоба са папом Лавом X. Лутер се ставља под заштиту саксонског кнеза Фридриха Мудрог. Јуна 1520. године папа Лав осуђује Лутерове списе и позива га да се одрекне свог учења. Лутер одбија и јавно спаљује папску булу. Тиме је расцеп са Ватиканом потпун. Лутер захтева да се уклони папство које је противно Христовом учењу. Пише дело „Вавилонско ропство цркве“ и упућује га свештенству. Одбацује седам сакрамената и предлаже три (крштење, покајање и причешће). Лутер почетком следеће године бива екскомунициран. Прихвата позив цара Карла V и појављује се на сабору у Ремсу где брани своје учење. Сабор маја 1521. године доноси одлуку по коме је Лутер осуђен за увреду папе, позива на побуну и одбацивање сакрамената. Налази уточиште код саксонског кнеза где, након дубоке кризе, преводи Библију на немачки језик. Двадесетих година 16. века изборни кнежеви Саксоније и Хесена, као и велики мајстор тевтонског реда, прихватају протестантизам.

## Немачки сељачки рат и минстерски експеримент
Један од Лутерових следбеника био је и Томас Минцер, вођа Немачког сељачког рата. Држање Лутера према устаницима, који од њега очекују подршку, је непријатељско, јер он проповеда потчињавање политичкој власти. Априла 1525. године Лутер осуђује устанике. Маја 1525. године пише памфлет „Против мучких и лоповских банди сељака“ и позива на убијање устаника без милости.
Један од центара верског радикализма је Минстер на северу Немачке, у коме се развија анабаптизам. Анабаптисти сматрају да крштење на рођењу не вреди, да само одрастао човек може бити ваљано крштен. Цирих постаје центар анабаптизма, а Минцер га одбацује. Већ 1524. године Минстер је под контролом досељеника из Холандије који укидају верску слободу и стварају „свету заједницу“. Теократија предводи социјалну револуцију, укида приватну својину, брани употребу новца, а живот у Минстеру одвија се у складу са Старим заветом. Град се дуго супротставља кнежевима.

## Ширење протестантизма у Немачкој
Гушење Сељачког устанка (1525) важан је догађај у Лутеровом животу. Он раскида са екстремистима и Ротердамским и до краја живота посматра ширење протестантизма. Борбе се заоштравају. Вормски едикт потврђује се 1529. године у Шпајеру, а протест кнежева остаје без одговора па Карло V сазива сабор у Аугзбургу 1530. године. Саставља се списак јеретичких учења на шта протестанти одговарају састављањем Аугзсбуршке конфесије. Примат државе је признат, а прихвата га и Лутер. Протестантски кнежеви 1531. године стварају Шмалкандску лигу са циљем одбране вере. Карло лиги објављује рат 1546. године, а наредне године односи победу у Шмалкландском рату. Протестантизам ипак задржава ранију снагу. Карло је 1555. године сазвао сабор у Аугзбургу на коме је успостављен верски мир у Царству. Утврђено је начело: Cuius region, eius religio (Чија је власт, његова је и вера).

## Реформација у Швајцарској
Улрих Цвингли и Жан Калвин су најистакнутији представници протестантизма у Швајцарској. Цвингли је 1518. године изабран за пастора цркве у Цириху. У периоду од 1520. до 1525. године реформација добија своје облике у Цириху. Цвингли 1522. године саставља „Коментаре о правој и лажној вери“. Тврди да Свето писмо представља једино учење сваког хришћанина, а да су сакраменти дело ђавола. Због тога улази у сукоб са Лутером који подржава причешће као једну од Светих тајни. Цвингли ужива подршку градског већа Цириха. Уклањају се слике, свештеници се жене, напушта се света миса, затварају се манастири, сиромашнима се пружа помоћ града. Суд надгледа живот у граду и кажњава преступнике. Присуство богослужењима је од 1529. године обавезно. Црква и град контролишу становништво. Цвингли не успева да стекне подршку других кантона. Изазива рат у коме је Цирих поражен. Цвингли гине 1531. године.

### Калвинизам
Жан Калвин је други велики представник протестантизма у Швајцарској. Студира теологију и право на Сорбони. Напушта Француску и одлази у Женеву где 1536. године саставља „Институције хришћанске вере“, у којима излаже основе свог учења. Протестанти тада чине мањину у Женеви. Избија грађански рат у коме је бискуп поражен и приморан на повлачење 1533. године. Близина Савоје слаби реформаторски покрет, а јача га долазак Калвина. Калвин 1538. године напушта Женеву и три године живи у Стразбуру. Од 1541. године је поново у Швајцарској и у Женеви проводи остатак живота (умро 1564). Калвиново учење истиче божанску узвишеност. Човек није у стању да схвати његову вољу и да осигура спасење. Постоје изабрани и одбачени људи које бира Бог. Не треба жалити што су одбачени осуђени на вечну патњу већ се радовати што ће се бар неко спасти јер човек нема права на Божју милост због првобитног греха. Калвин претвара Женеву у град спартанске дисциплине. Власт се налази у рукама неколицине „изабраних“ који управљају уз „прећутну сагласност народа“, лишеног учешћа у управи. Калвин сматра да црква треба да буде одвојена од државе. Од 13.000 грађана, свега 1500 имају право гласа. Велико и Мало веће одлучују о свему. Калвиново дело „Црквени прописи“ модел је за остале државе. Намећу се казне за играње, причање и смех током службе. Затварају се кафане, а појединци се протерују из града или убијају (уколико не подржавају ново стање). На новац се гледа као на средство за напредак друштва због чега се подржава трговина. Калвинизам се шири на Француску, Холандију, Шкотску, Енглеску и Немачку. Женева је идеал. Калвинизам је прихватљив за племство и грађане.

## Реформација у Енглеској
Реформација у Енглеској отпочела је као сукоб краља Хенрија VIII Тјудора (1509—1547) и папе Климента VII (1523—1535). Папа не допушта краљу развод од Катарине Арагонске. Сукоб краља и папе довео је до тога да Парламент у наредним годинама донесе низ закона ради сузбијања папске власти над енглеском црквом. Ове мере допринеле су ширењу протестантизма у Енглеској и против воље самог краља. Године 1534. донет је закон по коме је краљ врховни поглавар енглеске цркве. Верски немири у Енглеској наставили су се током 17. века. Испољавају се и у Енглеском грађанском рату. Окончани су свргавањем последњег католичког монаха, Џејмса II, у тзв. Славној револуцији 1688. године.

## Реформација у Француској
Током већег дела друге половине 16. века Француска је у стању анархије јер је раздиру верски ратови (1562—1598). Француском политичком сценом током тридесет година (1559—1589) доминира Катарина Медичи. После 1559. године власт и у Француској и у Енглеској је у рукама жена и деце. Дисциплина и оданост владару слабе. Подстичу се верски немири и борбе за власт. Криза у Француској избија због брзог ширења калвинизма. Хугеноти (француски протестанти) већ 1562. године имају 2000 цркава. Стање у католичкој цркви после потписивања конкордата 1516. године олакшава брзо ширење калвинизма. Болоњским конкордатом Франсоа је добио право да, уз пристанак папе, поставља највише црквене великодостојнике. Калвинисти су и значајна политичка снага. Они 1559. године одржавају у Француској први синод иако је Женева центар покрета. Након ступања на престо Шарла IX (1560—1574), хугеноти слободно исповедају своју веру. Католички свештеници широм Француске се протерују. Три породице се у периоду анархије боре за превласт. Породица Гиз, изузетно богата, утицајна је на двору и у цркви. Монморанси, везани својим функцијама за двор, дали су Ана, конетабла Француске. Ан остаје веран католицизму. Анов синовац, Гаспар де Колињи, будући је предводник хугенота. Трећа породица су Бурбони. Син Анрија II, Франсоа II, умро је након годину дана владавине (1559—1560). Наследио га је десетогодишњи брат Шарл. Катарина Медичи држи сву власт. Шарл умире 1574. године, а наслеђује га брат Анри III (1574—1589). Ни он нема способности да у тешким условима влада земљом.
Хугеноти јачају ступањем Кондеа и Колињија на чело покрета. Колињи жели да Француску преведе у калвинизам. Конде намерава да управља земљом у време малолетства Франсоа II. Франсоа Гиз, стварни владар Француске током краљевог малолетства, приморан је да због тешке финансијске ситуације сазове државне сталеже, што вође хугенота користе за напад. Катарина након смрти најстаријег сина преузима власт над земљом и првих неколико година води колебљиву верску политику нудећи хугенотима ограничену толеранцију. Франсоа Гиз и Ан Монморанс се удружују и 1561. године стварају Католичку лигу. После крвавог масакра у Васију 1561. године хугеноти се наоружавају. Избијају тзв. Хугенотски ратови. Примају помоћ Енглеске и Палатината, док католике подржава Шпанија. Хугеноти контролишу градове на југу Француске.
У трећем грађанском рату (1568—1570) хугеноти односе победу и задржавају слободу вероисповести. Колињи предлаже уједињење Француске путем рата са Шпанијом. Шарл прихвата предлог; Катарина је против њега. Колињи постаје прва личност у држави, па Катарина мења политику и одлучује да га убије. Прилика за то је венчање Анрија Наварског (вође хугенота) и Маргарете Валоа, ћерке Катарине Медичи. Први атентат не успева. Катарина, заплашена да ће у истрази бити откривена, убеђује краља да хугеноти спремају заверу. У зору 23. августа 1572. године, на дан Светог Вартоломеја, Катаринин син, Гиз, војвода Анжуја, градске власти Париза и разјарена гомила нападају и убијају 4000 хугенота, а међу њима и Колињија. Вартоломејска ноћ изазвала је одушевљење широм католичких држава. Папа и католичке државе упућују своје честитке. Протестанти догађај приказују као пример католичког фанатизма. Масакр не решава ништа, али има негативне последице по католике. Хугеноти прелазе у дефанзиву, али су католици разједињени. Политичари устају против Гиза и траже уједињење које се не постиже. На престо 1574. године ступа слаби Анри III (1574—1589). Катарина 1580. настоји да преговара са обе стране и постиже привидну равнотежу. Хугенотске и католичке трупе заједно учествују у рату против Шпанаца у Низоземској што је шпанског краља Филипа II навело да поново подстакне грађански рат у Француској. Анри Наварски одбија његове предлоге.
Катарина Медичи је желела да Анри влада Француском. Он је међутим био превише слаб владар. Снажне породице одмећу се од краља и прилазе хугенотима. Анри Наварски и краљев брат удружују се и прихватају начело верске равноправности 1576. године. Анри, војвода од Гиза, као одговор ствара Католичку лигу. Краљ се ставља на чело лиге. Лига се, међутим, распада 1577. године. Након смрти краљевог брата 1584. године криза се поново распламсава јер краљ Анри није имао деце па је престолонаследник постао Анри Наварски, вођа хугенота. Војвода од Гиза окупља истомишљенике и обнавља Католичку лигу 1584. године. У савезу са Шпанијом, војвода од Гиза обнавља грађански рат 1585. године. Краљ се предао коалицији и пристао да повуче све едикте о верској толеранцији. Анри Наварски се морао борити за своју веру. Отпочела је последња фаза Хугенотских ратова позната као „Рат тројице Анрија“. Анри Наварски добија помоћ Енглеске и представља се као симбол националног отпора против шпанске тираније. Војвода од Гиза постаје херој католика, а иступа и против краља Анрија. Краљ је одлучио да се војвода од Гиза погуби.
Пораз Шпанске армаде (1588) убрзао је догађаје и у Француској. Долази до спољне интервенције која је краљу Анрију дала снагу да се суочи са противницима. Убиство војводе од Гиза доводи до побуне у Паризу и провинцијама. На челу побуне је Мајен, војводин брат. Суочен са побуном, краљ склапа споразум са Анријем Наварским и прихвата га за наследника. Јула 1589. године снаге Анрија Наварског опседају побуњени Париз. У паници, један фанатик убија краља Анрија. На самртној постељи краљ је потврдио своју одлуку о наслеђу под условом да Наварски пређе у католицизам. Тиме је Анри Наварски, сада Анри IV, одбио од себе хугеноте. Против њега је био и шпански краљ Филип (који на Француску шаље снаге 1589) и папа, као и већина Француза. Анри Наварски је на састанку Сталежа 1593. године прешао у католицизам што уклања отпор у земљи. Следеће године крунисан је за краља у Шартру, а марта исте године улази у Париз. Не свети се противницима те је читава земља уз њега када је 1595. године објавио рат Шпанији.
Одлучан корак ка успостављању верске толеранције је Анријево доношење Нантског едикта 1598. године. Едиктом је хугенотима (протестантима) потврђено право вероисповести у одређеним градовима и кућама, осим у Паризу и бискупским седиштима. Хугенотима се признаје право мањине (чине 10% становништва), а стварају се судови који бране протестантска права. Анри примењује идеје политичара. Едикт се примењивао пуних 90 година.

## Реформација у Скандинавији
Једно од највећих достигнућа шведског краља Густава Васе (1523—1560) је превођење Шведске у протестантизам (лутеранство). Калвинисти немају никаквог утицаја у Шведској. Најважнија личност шведске реформације је Олаф Петри. Он напада католичку цркву, а раскиду доприноси удаљеност Рима и близина Пруске. Олаф је 1531. године постао надбискуп Упсале и вођа реформације у Шведској. На скупштини сталежа у Вестеросу Густав тражи од цркве да се одрекне сувишне земље.
Већина становништва Пољске у првој половини 16. века је католичка, а на југу и истоку су и православци. Уједињење католика и православаца постигнуто је 1596. године када православна црква прихвата власт и учење Ватикана, а задржава православно богослужење. Протестанти чине мањину. Лутеранство продире у Пољску преко Риге. Покушај Сигисмунда II Августа (1548—1572) да се обрачуна са протестантима не успева. Сејм се налази у рукама протестантске шљахте те настоји да измени закон херезе 1552. године што доводи до немира. Смирује их краљ који, заједно са сејмом, прихвата верску слободу протестантизма. Реформација се постепено учвршћује и у Пољској. Долазак језуита 1566. године доводи до преокрета. Крајем века у Пољској је дванаест језуитских школа. Средином 17. века католицизам враћа свој утицај.

## Противреформација
Противреформација или католичка реформација представља одговор католичке цркве на протестантску реформацију. Папа Павле III (1534—1549) први је који увиђа потребу за реформама. Он сазива сабор у Тренту који се састаје три пута у периоду између 1545. и 1563. године. Доношењем Аугзбуршког мира 1555. године окончано је насиље између лутерана и католика у Немачкој. Овим миром изједначена су права католика и лутерана по принципу „Чија је земља, онога је и вера“. Верски сукоби тиме нису заустављени. Кулминирали су избијањем Тридесетогодишњег рата (1618—1648). Вестфалским миром потврђене су одредбе Аугзбуршког мира и прихваћене су тековине протестаната након 1624. године. Језуитски ред Игнација Лојоле оружје је којим се католичка црква борила против протестантизма.

## Тридесетогодишњи рат
Од 1608. године постоје два савеза: Протестантска унија и Католичка лига. Изборни кнез Палатината, Фридрих, је на челу првог, а Максимилијан Баварски (иначе противник Хабзбурговаца) на челу другог. Фридрих је иначе малих способности и само је оруђе у рукама Кристијана из Анхалта. Фридриховом позиву у помоћ одазивају се Карло Емануел (савојски војвода) и Бетлен Габор (ердељски војвода). Матија умире 1619. године те се побуна шири. Тури постиже мање успехе. Изборници 1619. године бирају Фердинанда једногласно за цара. Фердинанд убрзо сазнаје за одлуку Чеха да прихвате Фридриха за краља. Рат је неизбежан. Шпанија је на страни новог цара, а убрзо му се придружује и Максимилијан Баварски, изборник Саксоније и папа Павле V. Фридрих се 1619. године свечано крунише за краља Чешке. Максимилијанове и Фердинандове трупе наносе Чесима пораз у бици на Белој Гори (1620). Фридрих губи чешку круну и своје земље у Немачкој. Вође побуне кажњене су смрћу, протестанти су протерани, а непријатељске трупе пљачкају Праг. Језуити се уводе у све видове живота, а црква добија велике поседе. Тријумф противреформације је потпун. Рат се, међутим, тиме не завршава због појаве приватних војски. Једна од првих војски је она Ернеста фон Мансфелда, а једна од најмоћнијих је војска Албрехта Валенштајна. Валенштајн је један од најспособнијих војсковођа свог времена. Са протестантизма је прешао у католицизам. Одан је Царству и ради на учвршћењу царске власти.
Након потпуне победе католицизма у Чешкој, ратиште се преноси у северну Немачку. Предводник протестаната сада је дански краљ Кристијан IV (1588—1648) који је 1625. године оспорио Фердинандова права у Немачкој. Као војвода Холштајна, Кристијан улази у рат како би заштитио протестанте у северној Немачкој. Очекује помоћ Енглеске, Француске, Низоземске и Шведске. Стварне помоћи нема. Енглези шаљу мањи одред најамника, Низоземска новац, а Шведска одбија да помогне. Цар је за надокнаду за ратовање против Кристијана Валенштајну предао Мекленбург. Заједно са Тилијем, Валенштајн наноси Кристијану тежак пораз код Лутера 1626. године. Наредне године данске снаге потпуно су поражене. Валенштајнова војска 1629. године упада у Данску због чега је Кристијан приморан на склапање мира у Либеку којим се обавезује да се не меша у послове Немачке.
Победа над Данском навела је Фердинанда да покуша да заведе апсолутистичку и католичку монархију, односно да врати стање пре Аугзбуршког мира 1555. године. Едиктом о реституцији он проглашава све промене од 1552. године неважећим. Католицима се мора вратити имена, а сви који се налазе под влашћу католика морају променити веру у католицизам или напустити земљу. Грађани Аугзбурга предају се царским снагама без отпора, а њих око 8000 бежи из града. Едикт је само ојачао снагу протестаната. Фердинанд је 1630. године сазвао сабор у Регенсбургу са циљем да изборне кнежеве убеди да за наследника престола прихвате његовог сина. Изборници траже уклањање Валенштајна кога подржава шпански двор. Фердинанд пристаје. Ришеље подржава снажење немачких кнежева односно слабљење Царства. Француска већ дуго времена подржава идеје о шведској интервенцији у рату. Шведска и Француска 1631. године решавају међусобна питања, а Ришеље се обавезује да Густаву Адолфу пружи финансијску помоћ, док се шведски краљ обавезује да неће угрожавати католицизам.
Нови учесник Тридесетогодишњег рата јесте Шведска којом влада Густав Адолф (1611—1632), истакнути ратник, протестант и највећи шведски владар. Због Валенштајновог присуства у северној Немачкој, Адолф узима титулу адмирала Северног и Балтичког мора, завршава рат са Данском и осваја читаву руску и пољску обалу Балтика. Жели да Шведска постане прва балтичка сила, а он буде заштитник немачког протестантизма. Јуна 1630. године шведска армија од 40.000 људи (уз нешто шкотских најамника) искрцава се у Померанији, заузима Шћећин и долину Одре, преговара са Бранденбургом и Саксонијом и привлачи Магдебург на своју страну. Кнез Саксоније, Јохан Георг, приморан је да склопи споразум са шведским краљем. Септембра 1631. године шведска војска наноси Тилију тежак пораз код Брајтенфелда код Лајпцига. Шведска армија налази се у срцу католичке Европе. У пролеће 1632. године Адолф заузима Нирнберг и Минхен, одакле намерава да нападне Беч. Фердинанд позива у помоћ Валенштајна који се супротставља Швеђанима у Саксонији. Швеђани односе победу у бици код Лицкена, али је Густав Адолф погинуо што представља велики губитак за протестантизам. Валенштајн гине 1634. године. Рат у Немачкој је на мртвој тачки. Ниједна страна није у стању да победи. Нестају главни учесници рата. Мансфелд гине, а Тили је рањен. Рат се наставља због жеље Француске. Шведске трупе су поражене 1634. године у бици код Нордлингена, а наредне године је Фердинанд закључио мир са Саксонијом у Прагу. Привремено повлаши одредбе Едикта о реституцији Валенштајн гине 1634. године. Рат у Немачкој је на мртвој тачки. Ниједна страна није у стању да победи. Нестају главни учесници рата. Мансфелд гине, а Тили је рањен. Рат се наставља, али губи верски карактер.
Вестфалским миром постављена су начела која ће бити на снази у наредним вековима. Истиче се начело суверенитета држава на рачун универзалног Царства, односно потврђује се разједињеност Царства. Три стотине немачких држава добијају суверенитет. Све државе равноправно учествују у раду Рајхстага. Цар је церемонијални владар скупине независних држава. Потврђена су начела Аугзбуршког мира; признати су калвинисти и остали протестанти, као и њихове тековине од 1624. године. Царство је уклоњено из међународне политике, а Француска и Шведска су европске силе и гаранти мира. Моћ Хабзбурга у Европи слаби. Аустрија се окреће истоку, а Шпанија повлачи у себе.